# 陸舜臣
陸舜臣（？—？），浙江山阴人，清朝政治人物。贡生出身。
顺治十年（1653年），擔任清朝廣州府南海縣知縣。后由王明試接任。